# Igor Krivokapič
Igor Krivokapič, slovenski skladatelj, tubist, glasbeni urednik, pedagog in pisatelj, * 10. november 1965, Ljubljana.

## Življenjepis
Višješolski študij tube je končal leta 1988 na Akademiji za glasbo v Ljubljani, v ZDA pa se je podiplomsko izpopolnjeval iz tube, elektronske in klasične kompozicije na glasbenem konservatoriju New England v Bostonu. Zaposlen je kot honorarni urednik za resno glasbo na RTV Slovenija. Njegove skladbe so namenjene predvsem pihalnim in trobilnim zasedbam. Leta 2003 je Simfonični orkester RTV Slovenija v abonmajskem ciklu izvedel njegovo Simfonijo v sodelovanju s trobilno sekcijo Armade Češke republike.
Deluje kot profesor tube na Konservatoriju za glasbo in balet Ljubljana in honorarni sodelavec na Akademiji za glasbo v Ljubljani ter na Programu Ars RA Slovenija. Je vodja Ansambla helikonov KGBL.
2024 je pri založbi Sanje izšla prva knjiga tridelnega romanesknega ciklusa z naslovom A: Simfonija v besedi.